# Süleyman Demirel
Süleyman Sami Demirel (ur. 1 listopada 1924 w İslamköy w prowincji Isparta, zm. 17 czerwca 2015 w Ankarze) – turecki polityk i inżynier, lider Partii Sprawiedliwości oraz Partii Słusznej Drogi, wicepremier, minister i deputowany, pięciokrotnie premier Turcji (1965–1971, 1975–1977, 1977–1978, 1979–1980, 1991–1993) stojący na czele siedmiu rządów, w latach 1993–2000 prezydent Turcji.

## Życiorys
W 1949 ukończył inżynierię lądową na Uniwersytecie Technicznym w Stambule. Pracował w generalnej dyrekcji geodezyjnej. Odbywał szkolenia w Stanach Zjednoczonych dotyczące zapór wodnych, systemów nawadniania i elektryfikacji, był stypendystą organizacji Eisenhower Fellowships. Od 1954 kierował departamentem zapór wodnych, a w 1955 został dyrektorem generalnym do spraw robót hydraulicznych. W latach 1962–1964 zajmował się działalnością konsultingową, był też wykładowcą na uczelni technicznej ODTÜ w Ankarze.
W 1962 dołączył do zarządu głównego Partii Sprawiedliwości, zrezygnował jednak w 1963. W 1964, po śmierci lidera tej formacji generała Ragıpa Gümüşpali, został wybrany na nowego przewodniczącego partii. Stał na jej czele do czasu delegalizacji w październiku 1981. Od lutego do października 1965 pełnił funkcje wicepremiera i ministra stanu w rządzie Suata Hayriego Ürgüplü. W 1965 po raz pierwszy uzyskał mandat deputowanego do Wielkiego Zgromadzenia Narodowego Turcji. Odnawiał go w trzech kolejnych wyborach, zasiadając w parlamencie do 1980.
Wybory z 1965 zakończyły się zwycięstwem jego formacji. Od 27 października 1965 do 26 marca 1971 Süleyman Demirel po raz pierwszy sprawował urząd premiera. Ustąpił na skutek zamachu stanu przeprowadzonego przez wojskowych. Jego formacja pozostała w opozycji także po wyborach z 1973, w których zwycięstwo odniosła Republikańska Partia Ludowa. Jej lider Bülent Ecevit, po powodzeniu inwazji na Cypr, ustąpił z funkcji premiera, próbując doprowadzić do wzmocnienia swojego ugrupowania w przedterminowych wyborach. Ostatecznie do wyborów jednak nie doszło, a nową koalicję rządową zorganizował jego ówczesny główny przeciwnik polityczny – Süleyman Demirel, który 31 marca 1975 powrócił na urząd premiera. Funkcję tę lider Partii Sprawiedliwości pełnił do 21 czerwca 1977, a następnie od 21 lipca 1977 do 5 stycznia 1978 oraz od 12 listopada 1979 do 12 września 1980.
Pod koniec lat 70. Turcja zmagała się z kryzysem gospodarczym, bezrobociem i inflacją, a także z przemocą polityczną ze strony środowisk skrajnej lewicy i skrajnej prawicy. Doszło do zamachów na osoby publiczne, w 1980 zamordowany został były premier Nihat Erim. We wrześniu 1980 tureccy wojskowi przejęli władzę, dokonując zamachu stanu. Süleyman Demirel przez pewien czas pozostawał w areszcie, był następnie objęty pozbawieniem praw publicznych, które przywrócono mu w 1987. W międzyczasie w 1983 jego stronnicy powołali Partię Słusznej Drogi, którą kierował w latach 1987–1993. W 1987 i 1991 ponownie był wybierany na posła do tureckiego parlamentu. 20 listopada 1991 kolejny raz objął urząd premiera, który sprawował do 16 maja 1993. Tegoż dnia został zaprzysiężony na urząd prezydenta, który sprawował przez siedmioletnią kadencję do 16 maja 2000.
Był żonaty z Nazmiye Demirel.

## Odznaczenia
- Order Orła Białego (Polska, 1993)[9]
- Wielki Order Króla Tomisława (Chorwacja, 1994)[10]
- Order „Manas” I klasy (Kirgistan, 1998)[11]
- Order Republiki (Mołdawia, 2004)[12]